# Saugpumpe

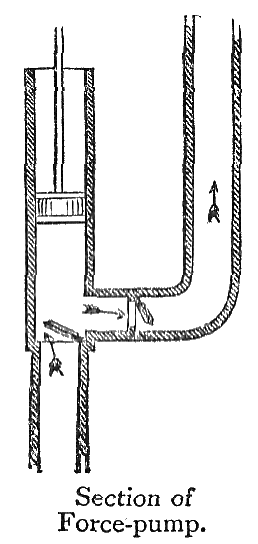
Arbeitsprinzip einer Saugpumpe

Die Saugpumpe ist eine Pumpe, die sich außerhalb des zu fördernden Mediums befindet und dieses über ein Saugrohr oder einen Saugschlauch ansaugt.

## Grundsätzliches Wirkprinzip
Saugpumpen arbeiten mit Unterdruck, der am Boden der Erdatmosphäre auf etwa ein bar oder 10 Meter Wassersäule beschränkt ist. Daher ist es mit Saugpumpen nicht möglich, an der Erdoberfläche Wasser aus mehr als 10 Metern Tiefe heraufzufördern. 
Die Förderhöhe von Medien mit anderer Dichte verringert sich proportional; so kann Quecksilber mit etwa 13½-facher Dichte von Wasser nur um etwa 760 mm hochgesaugt werden. 
Vorteilhaft ist, dass das zu fördernde Medium nur über Saugschläuche oder -rohre zugänglich sein muss, sodass mit Saugpumpen Benzin oder Heizöl aus ihrem Tank mit üblicherweise engem Zugang abgepumpt werden kann.

## Kolbenpumpe
Saugpumpen können als (Hub-)Kolbenpumpe wie im Bild ausgeführt sein. Bewegt sich der Kolben nach oben, so entsteht unter ihm ein Unterdruck, der das rechte Ventil schließt und das untere öffnet, durch welches das Fördermedium nun von unten aufgrund der Saugwirkung einströmt. Bewegt sich der Kolben wieder nach unten, so schließt das untere Ventil, und das Medium entweicht durch das rechte Ventil nach oben.

## Membranpumpe
Die Membranpumpe ist besonders unempfindlich gegen Dauerbeanspruchung und Verunreinigungen im Fördergut.

## Drehschieberpumpe
Die Drehschieberpumpe ist kostengünstig zu produzieren, durch ein regelbares Fördervolumen sehr effizient und kann in beide Fließrichtungen arbeiten.

## Vakuumpumpe
Vakuumpumpen können einen höheren Unterdruck und dadurch hohe Förderhöhen erreichen. 
Handelsübliche Saugpumpen hingegen sind technisch auf geringere Förderhöhen beschränkt.

## Tauchpumpe
Tauchpumpen werden in das zu fördernde Medium eingetaucht und sind deshalb elektrisch isoliert. 
Laut obiger Definition gehören sie nicht zu den "Saugpumpen".

## Geschichte
Bereits antike Kulturen wie die Römer verfügten über Hubkolbenpumpen zur Förderung von Wasser. Die beschränkte Saughöhe war im 17. Jahrhundert Anlass für grundlegende Forschungsarbeiten von Galileo Galilei, Evangelista Torricelli und Blaise Pascal, siehe Druck (Physik) #Geschichte.